# Рима Арслан
Рима Ахмад Арслан Аш-Шишания — иорданская чеченка, дипломат, чрезвычайный и полномочный посол Иордании в Новой Зеландии и Канаде. Первая женщина-посол в Министерстве иностранных дел Иордании.

## Биография
В 1986 году окончила среднюю школу в Аммане. Выпускница Иорданского университета 1991 года. Её дипломатическая карьера началась в том же году — она работала руководителем департамента по правам человека в Министерстве иностранных дел в Марокко. В 1992 году проходила стажировку в Министерстве иностранных дел Иордании. В 2002 году окончила Иорданский институт дипломатии. В том же году прошла подготовку в Национальном центре компьютерных технологий. В 2004 году окончила Иорданский институт дипломатии и стратегического управления.
В 2009—2010 годах руководила политическим департаментом по правам человека и департаментом социальной безопасности при иорданском МИДе. С июня 2010 года работала чрезвычайным и полномочным послом Иордании в Новой Зеландии. В 2017 году была назначена чрезвычайным и полномочным послом в Канаде. Принимала участие в организации и проведении международных конференций. Была награждена Орденом Независимости Иордании I степени и рядом других орденов и медалей.

## Семья
Дочь дивизионного генерала бронетанковых войск Иордании, единственного дважды Героя Иордании Ахмеда Арслана Алауддина.